# يورغن فاغنر
يورغن فاغنر (بالألمانية: Jürgen Wagner)‏ هو ضابط ألماني، ولد في 9 سبتمبر 1901 في ستراسبورغ في فرنسا، وتوفي في 27 يونيو 1947 في بلغراد في صربيا بسبب شنق.